# 阿紐伊河 (薩哈共和國)
68°29′06″N 160°53′17″E / 68.485°N 160.888°E
阿紐伊河是俄羅斯的河流，屬於科雷馬河的右支流，由薩哈共和國負責管轄，河道全長約8公里，流域面積107,000平方公里，由小阿紐伊河和大阿紐伊河匯流而成，河水主要來自雨水和融雪。